# Ебергард Бопст
Ерегард Бопст (нім. Eberhard Bopst; 25 грудня 1913 — 12 жовтня 1942) — німецький офіцер-підводник, корветтен-капітан.

## Біографія
В квітні 1933 року поступив на службу в рейхсмаріне. Служив на есмінцях «Георг Тіле»(як третій вахтовий офіцер; 1936—1937), «Леберехт Масс» (1937—1938) і «Бернд фон Арнім» (грудень 1938—1940). Учасник Громадянської війни в Іспанії і Нарвікської операції. В липні 1940 року поступив на службу в підводний флот, з березня по вересень 1941 року — командир підводного човна U-6, але жодного походу не здійснив. З 20 листопада 1941 року — командир човна U-597, на якій здійснив 2 походи (78 днів у морі). 12 жовтня 1942 року човен був потоплений глибинними бомбами, скинутими з британського літака Liberator. Всі члени екіпажу загинули.

## Звання[3]
- Кандидат в офіцери (1 квітня 1933)
- Фенріх-цур-зее (1 листопада 1934)
- Обер-фенріх-цур-зее (1 січня 1935)
- Лейтенант-цур-зее (1 жовтня 1936)
- Обер-лейтенант-цур-зее (1 червня 1938)
- Капітан-лейтенант (1 квітня 1941)
- Корветтен-капітан (1 жовтня 1942)

## Нагороди[3]
- Медаль «За вислугу років у Вермахті» 4-го класу (4 роки) (березень 1937)
- Іспанський хрест в сріблі (6 червня 1939)
- Залізний хрест 2-го класу (листопад 1939)
- Нагрудний знак есмінця (квітень 1940)
- Нарвікський щит (квітень 1940)
- Залізний хрест 1-го класу (серпень 1941)